# Anania powysae
Anania powysae là một loài bướm đêm trong họ Crambidae.